# Orgoglio (album)
Orgoglio è un album di Enzo di Domenico, pubblicato nel 1979.

## Tracce
Lato A
1. Orgoglio
2. N'ora busciarda
3. Stanotte
4. Umanità
5. La cosa
6. Mia cara mamma

Lato B
1. Respiro
2. 'E te perdutamente
3. Dialogo
4. Nu motoscafo blu
5. E fatte benedicere
6. Si sempe 'a mia